# Сапрыкина, Ольга Степановна
Ольга Степановна Сапрыкина (род. 21 января 1924, по другим данным 9 сентября 1923 — 19 декабря 2018) — подпольщица, участница антифашистской организации «Молодая гвардия» и Великой Отечественной войны.

## Биография
Ольга Сапрыкина родилась в 1924 году в деревне Трудки Покровского района Орловской области в семье рабочих.
Отец — Сапрыкин Степан Константинович, мать — Дьяченко Ульяна Ивановна. Родители жили и работали в Юзовке (Донецк) на шахтах.
Затем семья переехала в Орловскую область, где умер её отец, а мать с шестью детьми вновь возвратилась в Донбасс к своим родным, которые жили в посёлке Краснодон Луганской области. Начала учёбу Ольга в 1931 году в Краснодонской средней школе. Но в 1936 году с матерью переехали на постоянное место жительства в город Винницу. В октябре 1936 года вступила в комсомол. В 1941 году в Виннице окончила среднюю школу.
Когда началась война, эвакуировалась из города и вместе с матерью поехали к своим родственникам в посёлок Краснодон. Здесь строила доты, дзоты, рыла противотанковые рвы. Весной 1942 года поступила работать на почту. Была зачислена в штат УСВР-15 (участок военно-строительных работ).
Во время оккупации Краснодона Ольга познакомилась с Николаем Сумским. Начала помогать молодогвардейцам, по возможности участвуя в их деятельности. Расклеивала листовки, подвергалась аресту, в полиции её подвергли порке. Во время разгрома подпольной организации в январе 1943 скрывалась у разных родственников и знакомых, с обморожением попала в немецкую колонию, но они её подлечили и не выдали. Затем скрывалась в Первозвановке у семьи Добродеевых. Весной 1943 года ушла служить в Красную армию. Служила в железнодорожных войсках, работала писарем в штабе.
После демобилизации в ноябре 1945 года приехала в Москву, где к этому времени жили её мать, сестра и брат. В 1946 году окончила юридическую школу, в 1957 году — юридический институт. Работала бухгалтером, экономистом, инспектором, ревизором в МАИ, юридической школе Министерства социального обеспечения, Государственном комитете электрической промышленности РСФСР и других учреждениях.
В 1979 году по инвалидности II группы ушла на пенсию.
Являлась последним живущим молодогвардейцем (на 2012 год, на сентябрь 2013).

## Награды
Награждена орденом Отечественной войны 2-й степени и медалью «За боевые заслуги».
Непосредственно за участие в организации «Молодая гвардия» наград не имела.
Постановлением Московской городской думы № 121 от 24 апреля 2013 года её наградили почётной грамотой и вручили нагрудный знак «Почётный ветеран города Москвы».